# Фердинанд Річард Дальберг-Актон
Сер Фердинанд Річард Дальберг-Актон (англ. Sir Ferdinand Richard Edward Dalberg-Acton) — 7-й баронет Олденхем-Холл (24 липня 1801 — 31 грудня 1837) — неаполітанський аристократ англійського походження, який провів своє життя на розкішній віллі в Сан-Джорджо-а-Кремано.

## Біографія
Старший син сера Джона Актона, 6-го баронета Олденхем-Холл, прем'єр-міністра королівства обох Сицилій і фаворита королеви Марії-Кароліни, і Марі Анн Актон (1784-1873). Названий на честь чоловіка королеви Марії-Кароліни.
Після смерті батька в 1811 Фердинанду Річарду перейшов його титул. Навчався в Вестмінстер-Скул, в 1819 разом з молодшим братом вступив в англіканський коледж Магдалини (Кембридж). Перешкодою для отримання наукового ступеня для братів послужило віросповідання — вони були католиками. У 1830 Фердинанд II подарував Актону звання придворного камергера.
9 липня 1832 Актон одружився з Марі Луїзою Пелін фон Дальберг (1812-1860), останньою представницею давнього роду Дальбергів. 20 грудня 1833 за королівським указом Актон приєднав до свого прізвища прізвище Дальберга. У подружжя був один син — Джон, 1-й барон Актон (1834-1902).